# Partisansjukhuset Franja
Partisansjukhuset Franja (slovenska: Partizanska bolnica Franja) var ett hemligt sjukhus under andra världskriget som låg i nära i en djup dalgång norr om Cerkno i Slovenien. Sjukhuset drevs av de Jugoslaviska partisanerna från december 1943 tills krigsslutet och utgjorde en viktig del av motståndet mot ockupationsmakten. Trots flera försök, hittades sjukhuset aldrig av ockupationsmakten. Idag finns sjukhuset bevarat som ett museum. I september 2007 skadades det svårt i en översvämning, men återuppbyggdes och är sedan maj 2010 åter öppet för besökare.

## Historia
Uppförd djupt inne i den otillgängliga Pasica-ravinen i västra Slovenien öppnade Partisansjukhuset Franja i december 1943 och fortsatte sedan att fungera och förbättras fram tills krigsslutet. Sjukhuset låg långt in i ockuperat land och under hela dess existens förekom en stark tysk militär närvaro i området. Ingången till sjukhuset var gömd i en skog och det enda vägen dit gick längs ett litet vattendrag som korsades av ett antal broar som kunde dras tillbaka och gömmas undan när fiendestyrkor närmade sig. För att kunna fortsätta att fungera fördes patienter alltid dit med förbundna ögon, ofta under natten, och sjukhuset skyddades också av minfält och kulsprutevärn. Att sjukhuset låg i en djup skogbeklädd ravin och att alla byggnaderna var kamouflagemålade skyddade det från upptäckt från luften. Franja har fått sitt namn från doktor Franja Bojc Bidovec, som ledde verksamheten där från februari 1944, men grundaren och den som först började bygga sjukhuset var dr. Viktor Volčjak.

## Verksamheten
Franja var extremt välutrustat för att vara ett underjordiskt sjukhus, man hade bland annat en röntgenmaskin och ett mindre elaggregat. De 13 byggnaderna var avsedda att vårda så många som 120 patienter samtidigt, trots detta hade man tidvis så mycket som tio gånger så mycket. De flesta patienterna var skadade antinazister och de allra flesta var slovener eller andra jugoslaver, men också italienare, fransmän, ryssar, polacker, amerikaner och en österrikare fick vård där. En patient var en skadad tysk soldat som efter att han tillfrisknat stannade kvar som en del av sjukhuspersonalen. Under hela sjukhusets verksamhet förlorade man 61 patienter.

## Efter kriget
Partisansjukhuset Franja drevs till 5 maj 1945 och 1963 blev det en del av Cerkno-museet. 1997 fick sjukhuset ta emot en belöning för att ha räddat och vårdat den nerskjutna amerikanska piloten Harold Adams. Vid 60-årsjubileet 2003 gav den slovenska posten ut ett särskilt minnesfrimärke, som blev utsett till det årets frimärke i Slovenien. Franja är kandidat till att bli ett Unesco-skyddat världsarv. Maraton Franja är en årlig cykelmaraton med start och slut i Ljubljana, som hålls till minne av Partisansjukhuset Franja.